# Withania qaraitica
Withania qaraitica är en potatisväxtart som beskrevs av A.G. Miller och J.A. Biagi. Withania qaraitica ingår i släktet Withania och familjen potatisväxter. Inga underarter finns listade i Catalogue of Life.